# The Revenge Ride
The Revenge Ride je druhé album české deathmetalové kapely Hypnos.

## Seznam skladeb
1. Raven's Opera D'Moll – 0:40
2. Crystal Purity Of Treachery – 5:16
3. Evil Awaken – 3:22
4. Regicide – 3:33
5. Journey Into Doom – 4:54
6. Endorsed By Satan – 3:01
7. Spider-werk – 3:44
8. I Am The Wind – 5:08
9. Lost – 1:33
10. Heroism Of New Era – 4:12

## Sestava
- Bruno – baskytara, zpěv
- Pegas – bicí
- David M. – kytara
- Tomáš Kmeť – efekty, klávesy (host)

## Reedice & Licence
- 2001 – Dark Angel Records (T) – MC
- 2002 – CD-Maximum (RUS) – CD
- 2002 – Mad Lion Records (PL) – MC
- 2011 – Mad Lion Records (PL) – CD
- 2011 – Mad Lion Records (PL) – double CD "In Blood We Trust + Hypnos / The Revenge Ride + Bonus Live Tracks"
- 2011 – Monster Nation (CZ) – LP